# Beat Seitz
Beat Seitz (28 ottobre 1973) è un bobbista svizzero.

## Biografia
Ai XVIII Giochi olimpici invernali (edizione disputatasi nel 1998 a Nagano, Giappone) vinse la medaglia d'argento nel Bob a 4 con i connazionali Marcel Rohner, Markus Wasser e Markus Nüssli partecipando per la nazionale svizzera, superati da quella tedesca a cui andò la medaglia d'oro. 
Il tempo totalizzato fu di 2:40,01, con un distacco breve dalla prima classificata: 2:39,41.